# Цой Зя Ир
Цой Зя Ир (1906 год, д. Нежное, Дальневосточный край, Российская империя — 1982) — Герой Социалистического Труда (1948).

## Биография
После депортации корейцев с Дальнего Востока был на спецпоселении в Талды-Курганском районе Казахстанской ССР, где с 1938 года работал директором Уш-Тобинской МТС в Каратальском районе Талды-Курганской области Казахской ССР. C 1958 по 1964 года был Уш-Тобинской РТС. С 1964 года по 1967 год был заместителем директора Уш-Тобинского ремонтно-механического завода.
Во время работы директором в Уштобинской МТС руководимое Цой Зя Иром предприятие неоднократно выполняла план работ. В 1945 году план был выполнен на 134 %, за что Цой Зя Ир был награждён Орденом «Знак Почёта». В 1946 году механизаторы Уш-Тобинской МТС вспахали 26,4 тысячи гектаров, перевыполнив план на 5,4 тысячи гектаров. План по сдаче натуроплаты предприятие выполнило на 149,3 %. В 1947 году Уш-Тобинская МТС собрали с 622 гектаров по 321 центнеров сахарной свеклы и с 3243 гектаров по 15,7 центнеров пшеницы.
Депутат Верховного Совета Казахской ССР 4-5-го созывов.

## Награды
- Орден «Знак Почёта» (1945);
- Медаль «За победу над Германией в Великой Отечественной войне 1941—1945 гг.» (1946);
- Медаль «За доблестный труд в Великой Отечественной войне 1941—1945 гг.» (1946)
- Герой Социалистического Труда — Указом Президиума Верховного Совета от 28 марта 1948 года.

## Источник
- Герои Социалистического труда по полеводству Казахской ССР. Алма-ата. 1950. 412 стр